# Иванов, Борис Семёнович
Бори́с Семёнович Ивано́в (24 июля 1916 года, Петроград — 19 апреля 2001 год, Москва) — советский военный деятель, генерал-лейтенант.

## Биография
В 1937 году по комсомольской путевке был направлен на работу в НКВД, после окончания в 1938 году Ленинградской межкраевой школы НКВД с большой группой выпускников направлен на работу в созданное Управление НКВД по Вологодской области, в составе сводных отрядов НКВД принимал участие в Советско-финской войне.
В годы Великой Отечественной войны был старшим оперуполномоченным и начальником отдела УНКВД — УНКГБ по Вологодской области, участник радиоигр «Хозяин», «Подрывник» и других, принимал личное участие в локализации разведывательно-диверсионных групп Абвера и финской разведки, за проявленный героизм и личное мужество при захвате вражеских диверсантов награждён медалью «За отвагу» и знаком «Заслуженный работник НКВД».
В 1946 году по приглашению Е. П. Питовранова переходит на работу в американский отдел 2-го Главного управления МГБ, занимал должности начальника отделения, заместителя начальника отдела. С января 1953 по март 1954 года начальник американского отдела 1-го Управления ГРУ МГБ и ВГУ МВД.
В 1955—1959 годах — руководил легальной резидентурой КГБ в Нью-Йорке. В 1960—1962 годах — начальник 1-го отдела ПГУ КГБ.
С января 1962 по июнь 1964 года легальный резидент КГБ в США (Нью-Йорк), выезжал в командировки в Чили, Перу, Аргентину и на Кубу. Во время командировок в США занимал пост советника Постоянного представительства СССР в ООН, индивидуальный член Комиссии по правам человека и Подкомиссии по предупреждению дискриминации и защите меньшинств ООН.
В 1965—1966 годах — начальник 13-го отдела ПГУ КГБ.
С 1966 года заместитель и с 1969 года по март 1979 года 1-й заместитель начальника ПГУ КГБ, курировал Управление К (контрразведка) и отделы по Западному полушарию. Одновременно в мае — ноябре 1968 года — заместитель начальника оперативной группы КГБ в ЧССР.
С 17 марта 1979 г. руководитель Оперативной группы КГБ в ДРА, затем в 1982—1987 годах — главный консультант по разведке Группы консультантов при Председателе КГБ (Ю. В. Андропов, В. М. Чебриков).
В 80-х годах представитель КГБ СССР в «Малой пятерке» Политбюро, экспертном внешнеполитическом органе, определяющем внешнеполитический курс СССР. Официальный представитель СССР в международных переговорах (дипломатических консультационных группах) по вопросам безопасности и сотрудничеству в Европе и ограничению стратегических ядерных вооружений.
Бывший главный военный советник Вооружённых сил Афганистана генерал-лейтенант Л. Н. Горелов свидетельствовал, что Борис Иванов был сторонником ввода войск в Афганистан, одним из тех, кто значительно повлиял на принятие этого решения. Иванов был руководителем от КГБ операциями «Байкал-79», «Шторм-333».
С октября 1987 года (по другим данным с сентября 1988 года) в отставке.
Награды: 2 ордена Ленина (13.12.1977, 28.04.1980), Октябрьской революции (16.11.1973), 2 ордена Боевого Красного Знамени (30.10.1967, 23.12.1970), ордена Трудового Красного Знамени (1959), Красной Звезды (1954), многие медали, в том числе «3а отвагу» (1943), нагрудный знак «Почётный сотрудник госбезопасности», ордена ГДР, НРБ, ДРА и иные иностранные правительственные награды.
Похоронен в Москве на Троекуровском кладбище, участок № 4.